# Tháp Bismarck ở Wieżyca

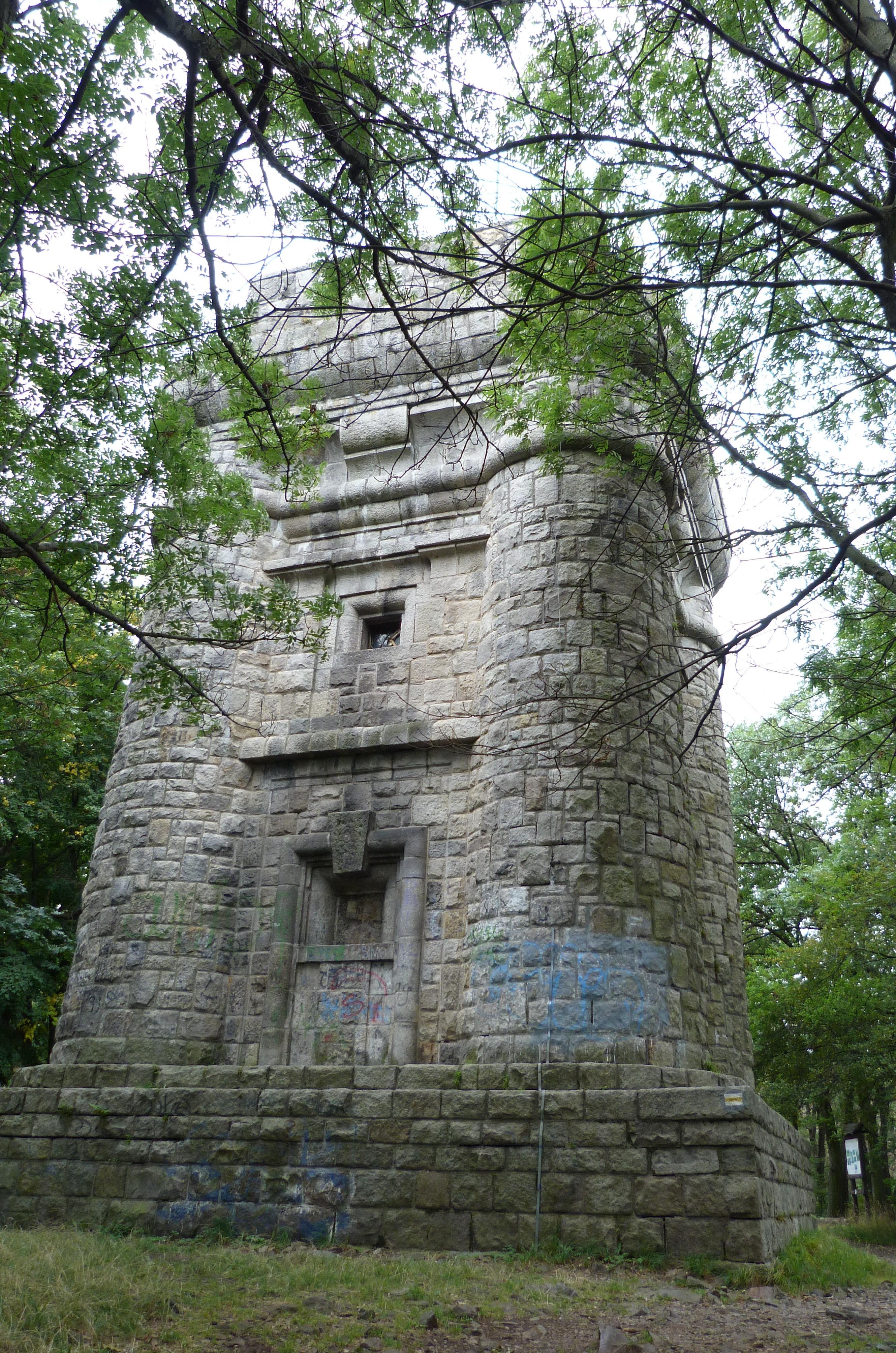
Tháp Bismarck ở Wieżyca

Tháp Bismarck ở Wieżyca là ngọn tháp tại công viên cảnh quan Ślężański ở Dolny Śląsk thuộc làng Sobótka. Tòa tháp nằm trên đỉnh ngọn đồi Wieżyca (cao 415 m so với mực nước biển). Đây là một trong số 172 tháp Bismarck còn tồn tại trên Thế giới. Hiện tại tháp đang mở cửa cho công chúng tham quan.

## Lịch sử
Tòa tháp Bismarck do Hiệp hội sinh viên Wrocław khởi xướng xây dựng. Sau đó, thành phố tổ chức một cuộc thi thiết kế tòa tháp, phần thiết kế của kiến trúc sư Wilhelm Kreis đã được chọn để thực hiện. Đồi Wieżyca được chọn làm địa điểm để đặt tòa tháp. Việc xây dựng tòa tháp được khởi công vào 13 tháng 5 năm 1906 và đến ngày 21 tháng 6 năm 1907 thì chính thức khánh thành.
Vật liệu để xây dựng tòa tháp là đá granit, lấy từ một mỏ đá nằm ở giữa Ślęża. Kiến trúc sư xây dựng tháp là Sandmann - một thợ xây bậc thầy từ Proszkowice, gần Mietków. Do những khó khăn trong việc vận chuyển vật liệu xây dựng và cung cấp nước, chi phí xây dựng đã tăng lên 40000 marek (một đơn vị tiền tệ của Đức từ năm 1873) so với 30000 marek theo kế hoạch trước.
Đến năm 1992, tòa tháp được cải tạo bởi cư dân Sobótka. Tòa tháp cao 15 mét, có 60 bậc để leo lên, có đài lửa gắn phía trên của tòa tháp. Hiện nay tòa tháp vẫn mở cửa cho khách du lịch.